# یاسر هاشمی رفسنجانی
یاسر هاشمی بهرمانی (زادهٔ ۵ مرداد ۱۳۵۰) کوچک‌ترین فرزند سیاستمدار ایرانی اکبر هاشمی رفسنجانی است. او ریاست دفتر هیئت امنای دانشگاه آزاد اسلامی و ریاست دفتر پدرش در مرکز تحقیقات استراتژیک مجمع تشخیص مصلحت نظام را بر عهده داشت. او تحصیلات متوسطه خود را در دبیرستان نیکان و تحصیلات دانشگاهی را در دانشگاه تهران و علم و صنعت گذراند و دارای مدرک فوق لیسانس MBA از دانشگاه علم و صنعت است. هاشمی رفسنجانی در زمان ریاست محمد دادکان بر فدراسیون فوتبال مشاور اقتصادی فدراسیون فوتبال بود. نام وی در سال ۱۳۹۲ به عنوان یکی از کاندیداهای تصدی وزارت ورزش و جوانان در کابینه حسن روحانی مطرح شد.
به گزارش وبگاه پدرش، هنگامی که ایران نیازمند واردات پنیر بود و کسی به کار کردن در اینگونه صنایع علاقه نداشت، هاشمی رفسنجانی برای خودکفایی صنعت پنیر ایران با غلامرضا فروزش وزیر سابق جهاد سازندگی در این زمینه همکاری داشت. اما به‌نوشتهٔ سال ۲۰۰۳ پل کلبنیکوف در مجلهٔ فوربز، وی یک مزرعهٔ پرورش اسب ۳۰ جریبی در لواسان دارد که هر جریب زمین آن بیش از ۴ میلیون دلار قیمت دارد و همچنین یک شرکت بزرگ واردات و صادرات را اداره می‌کند که در زمینهٔ غذای بچه، آب معدنی و ماشین‌آلات صنعتی فعالیت دارد.
هاشمی رفسنجانی در سال ۱۳۷۴ با مریم سالاری ازدواج کرد. مریم سالاری دختر محمود سالاری پسرخالهٔ هاشمی است. محمود سالاری فرزند عذرا مرعشی خواهر عفت مرعشی است. هاشمی رفسنجانی یک فرزند به نام لیلی دارد.
هاشمی رفسنجانی در سال ۱۳۸۳ نایب رئیس هیئت مدیرهٔ شرکت خودروسازی مرتب و نمایندهٔ مؤسسهٔ احرار بود که در سال ۱۳۷۴ برای حمایت از اسیرهای ایرانی جنگ ایران و عراق که بعد از پایان جنگ توسط دولت عراق آزاد شدند، تأسیس شد.
هاشمی رفسنجانی در سال ۱۳۸۵ رئیس هیئت مدیرهٔ هواپیمایی صافات (زیر مجموعه‌های مؤسسهٔ احرار) بود که در سال ۱۳۹۲ پروانه بهره‌برداری حمل و نقل مسافر و بار آن لغو شد. «هواپیمایی صافات» در فرودین ۱۳۹۷ به «هواپیمایی تهران» تغییر نام داد.

## فعالیت‌های اقتصادی خانوادگی
یاسر هاشمی به همراه همسرش مریم سالاری و پدر همسرش محمود سالاری و دخترش لیلی هاشمی در شهریور ۱۳۹۸ خیریه‌ای به نام رها مهر وطن را تأسیس کرد که در زمینه «بهداشت و سلامت» فعالیت دارد. یاسر در خارج از ایران هم فعالیت اقتصادی دارد. او در سال ۲۰۱۷ به همراه همسر و دخترش و علیرضا پسر محسن هاشمی شرکتی به نامSCCV Rubis در اویان-له-بن فرانسه تأسیس کرد که در زمینهٔ ساختمان سازی و خرید و فروش فعال است.
مریم سالاری در شرکت‌های متعددی مانند «پرواز شرق پاسارگاد»، «ایرسا ویژن پارسیان»، «ایرا آناهیتا آسانبر»، «جهان وب گستر پارسیان» و «خدمات مسافرت و جهانگردی اسرا پرواز» فعالیت دارد. در وبسایت «پرواز شرق پاسارگاد» این شرکت به عنوان «نماینده رسمی هواپیمائی ایرآسیا در ایران» معرفی شده است.